# Sociedades Mineras Mixtas
Las Sociedades Mineras Mixtas fueron una forma de sociedad anónima mixta chilena creadas por la Ley N.º 16.425 de 1967. Derogada en 1971 por la nacionalización de la gran minería del cobre y en 1976 al constituirse CODELCO y COCHILCO.
Se entendía por Sociedad Minera Mixta aquella en la cual el Estado chileno tenía una participación de al menos el 25% del capital social. Las participación del Estado se realizaba por medio de cualquiera de las siguientes empresas o entes: la Corporación del Cobre, Empresa Nacional de Minería (ENAMI), la Corporación de Fomento de la Producción (CORFO), la Empresa Nacional de Minería o  la Empresa Nacional de Electricidad S.A. (ENDESA). La calidad de Sociedad Minera Mixta no se perdía si la participación estatal se reducía a menos del 25%.
El objetivo principal de estas sociedades era la exploración, explotación, producción, beneficio o comercio de minerales, de concentrados, precipados, barras de cobre o minerales no ferrosos y los productos o subproductos de que se obtengan de ellos.

## Algunas Sociedades Mineras Mixtas creadas
De la gran minería del cobre.
- Sociedad Minera El Teniente. Constituida en 1967. Composición accionaría: Corporación del Cobre 51% y Kennecot Copper Co. 49%. Explotación de la mina de El Teniente.
- Compañía Minera Exótica. Constituida en 1967. Composición accionaría: Chile Exploration Co. 75% y Corporación del Cobre 25%. Cambiado en 1969 a 51% para la Corporación del Cobre. Explotación de la mina Exótica.
- Compañía Minera Andina. Constituida en 1967. Composición accionaría: Cerro Corporation Co. 70% y Corporación del Cobre 30%. Explotación del mineral Río Blanco.
- Compañía de Cobre Chuquicamata. Constituida en 1970. Composición accionaría: Chile Exploration Co. 49% y Corporación del Cobre 51%. Explotación de la mina Chuquicamata.
- Compañía de Cobre El Salvador. Constituida en 1970. Composición accionaría: Andes Cooper Co. 49% y Corporación del Cobre 51%. Explotación de la mina El Salvador.

Todas nacionalizadas y transformadas en Sociedad Colectivas del Estado en 1971. Siendo su capital social distribuido entre la Corporación del Cobre (95%) y ENAMI (5%).
Otras empresas mineras:
- Sociedad Química y Minera de Chile (SQM). Constituida en 1968. Composición accionaría: Compañía Salitrera Anglo-Lautaro 62,5% y CORFO 37,5%. Modificado en julio de 1970 a CORFO 51%. En 1971, al ser nacionalizada, la CORFO adquiere el 100%. Empresa minera dedicada a la explotación y comercialización del salitre, iodo y litio.